# Chiesa del Santissimo Redentore (Seriate)
La chiesa parrocchiale del Santissimo Redentore in Seriate si trova nel territorio dell'omonimo comune nella diocesi e provincia di Bergamo, sede del vicariato di Scanzo-Seriate.
Nata dallo smembramento della comunità urbana di Bergamo, tra il 1216 e il 1260, Seriate divenne ben presto un centro importante sia dal punto di vista civile sia da quello più propriamente religioso-ecclesiale, come sede del vicariato comprendente diversi paesi circostanti.

## Storia

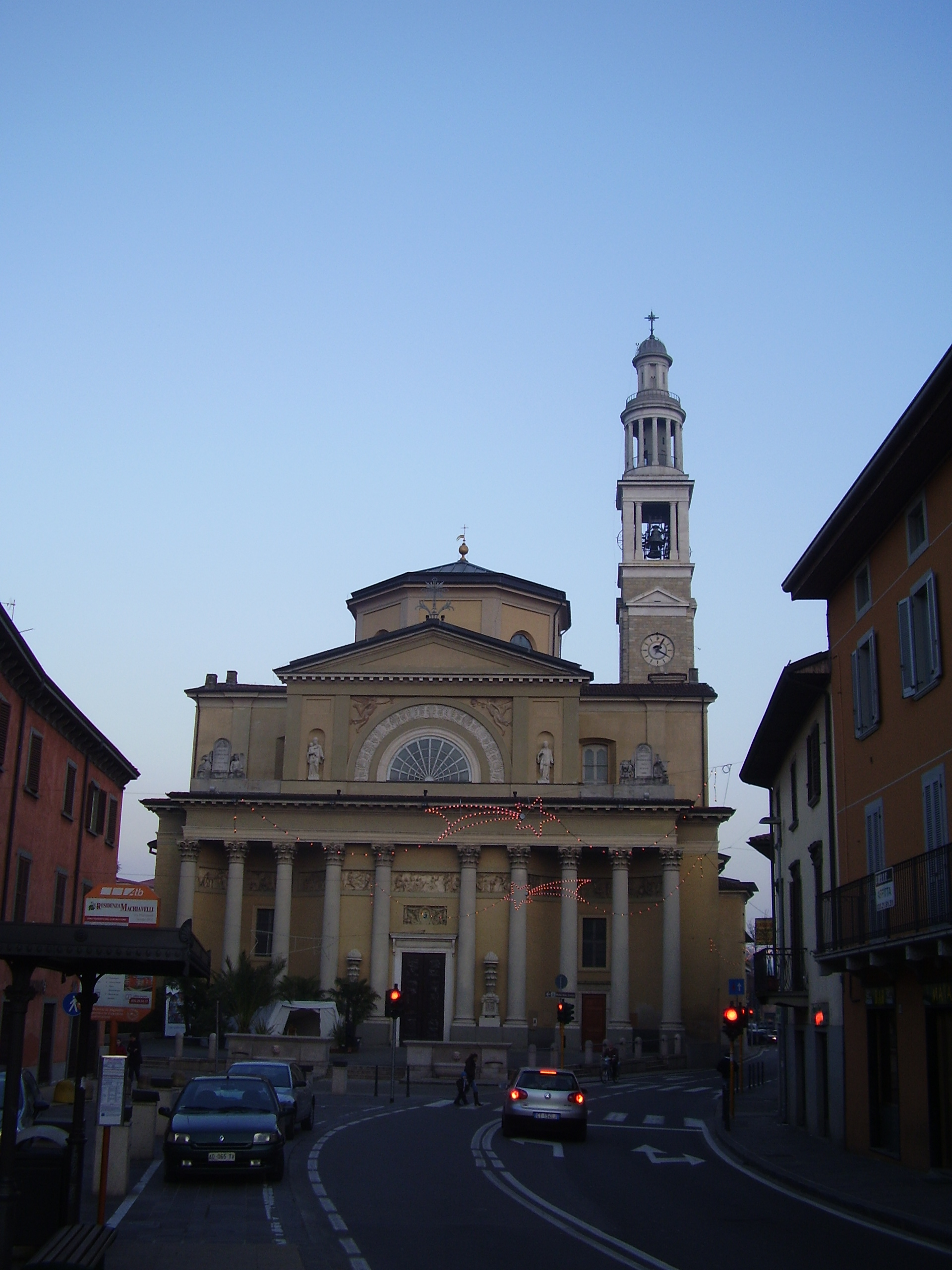
Parrocchiale

Fin dai primi tempi, a Seriate vi erano due chiese: una sulla sponda destra del fiume Serio dedicata a san Crisogono risalente al 949; l'altra sulla sponda sinistra dedicata a san Cristoforo e consacrata nel 1511 dal vescovo di Capodistria Bertolomeo da Sonica. Le due chiese furono sconsacrate nel Settecento con la costruzione della nuova parrocchia.
Del 1756 è la petizione firmata da molti rappresentanti la cittadinanza, documento che chiedeva al vescovo di Bergamo l'autorizzazione alla creazione di una nuova chiesa di misure superiori alle due già presenti perché vi era stato un aumento demografico notevole e i due edifici non potevano accogliere tutti i fedeli.
1774 – costruzione, su progetto del conte Nicolino de' Conti di Calepio, a forma di croce greca con cupola centrale i cui pennacchi di raccordo poggiano su poderosi pilastri a stile corinzio.
1808 - consacrazione della chiesa da parte del vescovo Giovanni Paolo Dolfin con il titolo del Santissimo Redentore.
1832 - su disegno dell'architetto Giuseppe Berlendis, termine della costruzione della facciata molto solenne, in stile palladiano, nettamente discostante dal resto della chiesa.
Diversi e più o meno famosi furono gli artisti che posero mano all'abbellimento ed arricchimento artistico della chiesa.

## Descrizione
La chiesa conservava e conserva opere d'arte e arredi sacri risalenti alle due chiese soppresse per la sua costruzione.
Dopo che è andato disperso un trittico firmato Antonio Boselli, risalente al febbraio 1509, il dipinto più antico è ora  Crocifisso e i santi Crisogono, Cristoforo e Francesco di Giovan Battista Moroni del 1578 collocato nella cappella della Passione e dell'Addolorata attigua alla parrocchiale.
Nella pala centrale, opera di Gian Paolo Cavagna del 1627, qui trasportata dalla soppressa chiesa cittadina di Santa Lucia in Bergamo, seguono in ordine il Crocefisso e i santi Giovanni apostolo ed evangelista, Domenico, Lucia, Sant'Agata e Maria Maddalena; l'Incoronazione di Maria e i santi, probabilmente del pittore Carlo Francesco Nuvolone e restaurata da Giuseppe Fumagalli nel 1860; il Martirio dei santi Canzio, Canziano e Canzianilla opera di ignoto (Settecento); il transito di San Giuseppe di Enrico Scuri  del 1878 e il San Giovanni Battista di Abramo Spinelli (Novecento).

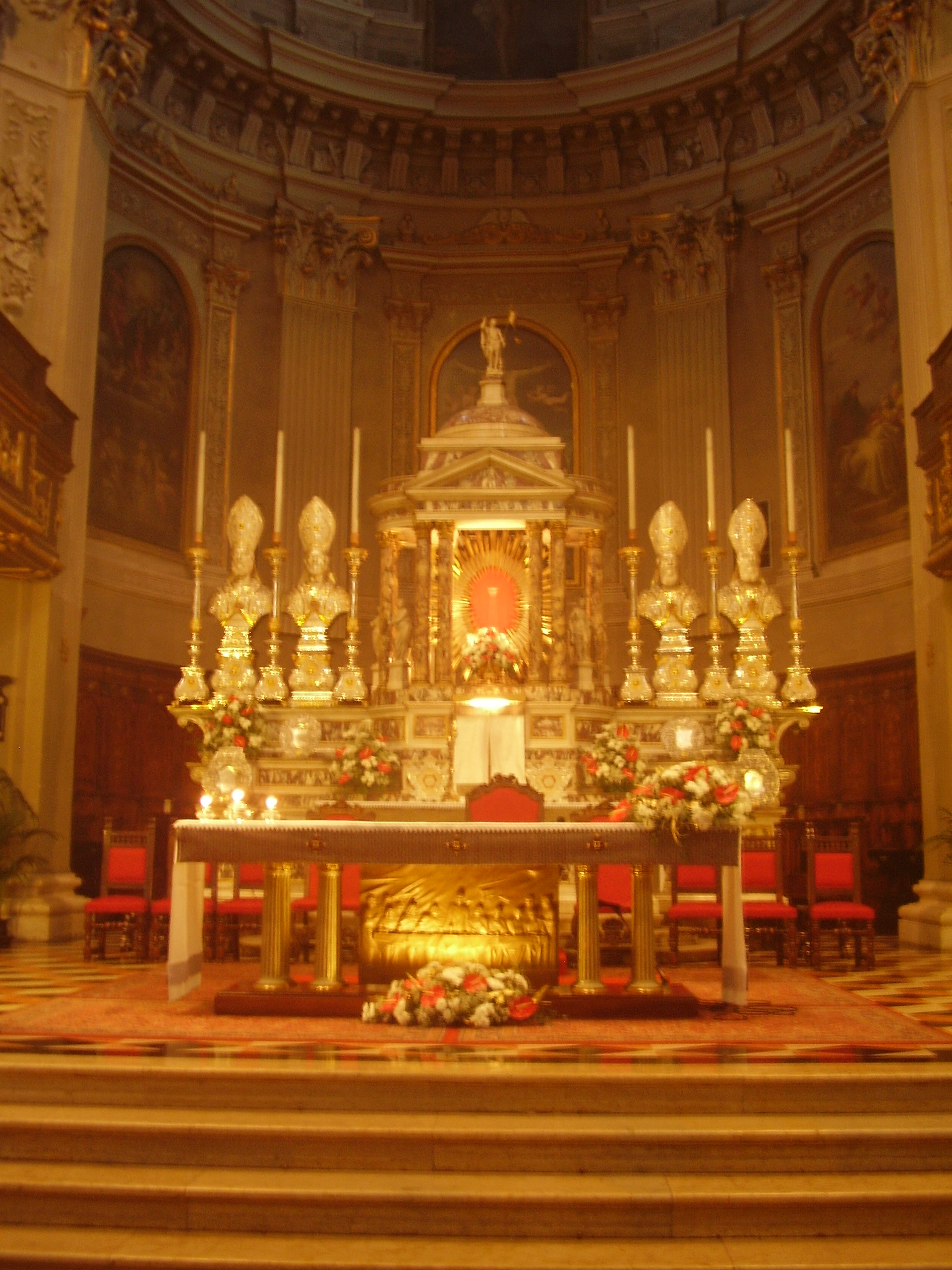
Chiesa Parrocchiale del Santissimo Redentore - Altare

L’altare maggiore, sobriamente caratterizzato da specchiature in breccia medicea fu eseguito nel 1794 da [Pier Giacomo Manni della Bottega di Bartolomeo Manni su disegno di Giacomo Quarenghi.
I monumentali altari laterali sono stati eretti in identico stile: quello di San Giuseppe eretto da Ernesto Paleni su disegno di Andrea Galletti e la partecipazione di Carlo e Gaetano Gallizioli (1879); quello del Rosario eretto da Giovanni Fossati su disegno dell'architetto Antonio Tagliaferri, bresciano (1889). Il pavimento, in marmo bianco Seravezza e nero di Varenna, fu realizzato da Nicola Barbieri (1893). La cappella dedicata alla Madonna Addolorata su progetto di don Antonio Piccinelli.
Tra le opere di intaglio si distinguono la custodia del fonte battesimale e tre seggioloni ricchi di ornamenti barocchi del (Seicento) e due angeli turiferari in legno dorato e policromato del (‘700).
Connessa alla struttura centrale della chiesa vi è l'ampia sagrestia. Qui tra le numerose tele provenienti dalla vecchia parrocchiale, troviamo: un grandioso Giudizio Universale di scuola lombarda del primo Seicento, la settecentesca Madonna e i santi di scuola veneta, due quadri di Luca Bernardo Sanz del Settecento, e un Gesù Bambino con i santi e devoti di Vincenzo Angelo Orelli datato 1774. Qui troviamo anche paramenti e arredi di valore, tra cui una pianeta in broccato verde con fiori d'argento e oro del Cinquecento, un turibolo d'argento di forma singolare; un ostensorio pure in argento, tipo Filiberti; e un calice in argento e oro del 1888.
La chiesa ospita l'organo, antico Serassi rinnovato da Giovanni Foglia nel 1895.
Attiguo alla monumentale chiesa, si erge il campanile, sorto da una felice creazione dell'ingegnere Luigi Angelini, è una costruzione in pietra di Bagnatica con elementi in marmo di Zandobbio. Misura metri 58,60 di altezza e domina così una vasta area della pianura bergamasca. Fu inaugurato il 16 ottobre 1938. La torre campanaria alloggia un concerto di 8 campane in “si b”, proveniente dalla vecchia torre, per la quale era stato fuso nel 1847 dalla ditta Giorgio Pruneri di Grosio in Valtellina e consacrato dal vescovo Carlo Gritti Morlacchi. Dopo la spogliazione dell’ultima guerra, esso venne reintegrato dalla ditta Angelo Ottolina con la fusione di due nuove campane, in seguito benedette dal vescovo Adriano Bernareggi il 26 dicembre 1950.